# Marvelek
A Marvelek (eredeti cím: The Marvels) 2023-ban bemutatott amerikai szuperhősfilm Nia DaCosta rendezésében. Gyártója a Marvel Studios, forgalmazója a Walt Disney Studios Motion Pictures. A 2019-es Marvel Kapitány című film folytatása, egyúttal a Marvel-moziuniverzum (MCU) harmincharmadik filmje. A forgatókönyvet Megan McDonnell írta. A főszerepben Brie Larson, Iman Vellani és Teyonah Parris látható.
A film bemutatóját több alkalommal elhalasztották az akkori író- és színészsztrájk miatt. Az Egyesült Államokban 2023. november 10-én, míg Magyarországon 2023. november 9-én mutatták be a mozikban. Ez lett az MCU addigi legnagyobb anyagi bukása.

## Cselekmény
A Legfelsőbb Intelligencia összeomlása polgárháborúhoz vezet a Kree fajok között a Hala nevű világukban. A konfliktus miatt a bolygó sivárrá válik, mivel elveszíti a levegőjét, a vizét és a napfényt.
Dar-Benn, a Kree új vezetője visszaszerzi a Kvantumszalagok egyik felét, amelynek másik felét Kamala Khan birtokolja. Dar-Benn hasznosítja a szalag erejét, párosítja azt az univerzális fegyver nevű botjával, és arra használja, hogy szétszakítson egy ugrópontot az űrben. Az így keletkezett anomáliát a S.W.O.R.D. fedezi fel.
Eközben Nick Fury, aki most a S.A.B.E.R. űrállomáson tartózkodik, a Kree és a Skrull birodalom közötti béketárgyalások házigazdája. Fury behívja Carol Danvers-t és Monica Rambeau-t, hogy vizsgáljanak meg egy ugráspont-anomáliát a S.A.B.E.R. közelében. Amikor Rambeau megérinti azt, ő, Danvers és Kamala teleportálással helyet cserélnek, a váltás hatására mindhárman egymás Kree-ellenségeivel harcolnak, és a Khan-ok háza elpusztul.
Miközben a három nő visszatér eredeti helyére, Fury és Rambeau meglátogatja Kamalát a Földön. Miközben Kamala lelkesen demonstrálja erejét, helyet cserél Danversszel. Amikor Danvers elrepül, a levegőben helyet cserél Kamalával. A csoport azt feltételezi, hogy Danvers, Rambeau és Kamala fényalapú képességei kvantum-összefonódással kapcsolódnak össze, és hogy helyet cserélnek, amikor bármelyikük használja a képességét.
Hárman a Tarnax bolygón lévő Skrull menekültkolóniával találkoznak, ahol a letelepedésről szóló tárgyalások meghiúsultak. Dar-Benn feltép egy újabb ugrópontot, amely a Tarnax légkörét a Hala-ba szívja, hogy megpróbálja helyreállítani a levegőjét. A kolónia evakuálására tett sietős erőfeszítések után Danvers, Rambeau és Kamala egy csapatot alkotnak, amelyet Kamala informálisan „Marvelek” néven emleget. Danvers tájékoztatja a többieket arról a legendáról, hogy a Kvantumszalagok segítségével hozták létre az ugróponti szállítóhálózatot; ők hárman az energiájával való kölcsönös érintkezésük miatt gabalyodtak össze, amikor Dar-Benn megzavarta azt. Dar-Benn ismételt ugrópont-szakadása további instabilitást okoz a hálózatban, és veszélyezteti az univerzumot.
Dar-Benn eléri az Aladna bolygót, ahol felszakít egy ugrópontot, hogy az óceán vizét a Hala felé vonzza. Végső terve az, hogy kisajátítja a Föld napját, hogy visszaállítsa a Hala napját. Marvelek harcolnak és legyőzik Dar-Bennt, de ő ellopja Kamala karperecét, és a két karperecet együttesen használja, hogy egy újabb lyukat tépjen fel az űrben. Az ezzel járó erőfeszítés elpusztítja Dar-Bennt, és egy nyílást hagy maga után a multiverzumba. Miután Kamala visszaszerzi a pántokat, ő és Danvers egyesített erejükkel energiát adnak Rambeau-nak, így az képes bezárni a lyukat a másik oldalról, de közben a lány ott ragad. Danvers belerepül Hala napjába, és az erejét felhasználva helyreállítja azt.
A Danversszel és Rambeau-val való rövid életű összefogás arra ösztönzi Kamalát, hogy más hősöket keressen fel, és Kate Bishoppal kezdve új csoportot alakítson. A stáblista közepén Rambeau egy párhuzamos univerzumban ébred, ahol anyja, Maria és a mutáns Hank McCoy alternatív változata fogadja.

## Szereplők
| Szerep                          | Színész                 | Magyar hang     | Leírás |
| ------------------------------- | ----------------------- | --------------- | --- |
| Carol Danvers / Marvel Kapitány | Brie Larson             | Mórocz Adrienn  | Bosszúálló és ex-pilóta, aki egy baleset során emberfeletti képességekre tesz szert.                                          |
| Monica Rambeau                  | Teyonah Parris          | Szabó Emília    | A S.W.O.R.D ügynöke és Maria Rambeau lánya. A Westview-ban történtek miatt képes energiát elnyerni.                           |
| Kamala Khan / Ms. Marvel        | Iman Vellani            | Mayer Szonja    | Tinédzser alakváltó képességekkel és Marvel Kapitány rajongója.                                                               |
| Dar-Benn                        | Zawe Ashton             | Pálmai Anna     | Kree harcos, aki a Vádló kalapácsát forgatja.                                                                                 |
| Dro’ge császár                  | Gary Lewis              | Harmath Imre    | A Skrullok vezetője. |
| Yan herceg                      | Pak Szodzsun            | Nikas Dániel    | Az Aladna bolygó karizmatikus hercege, aki Danvers férje és szövetségese.                                                     |
| Muneeba Khan                    | Zenobia Shroff          | Tóth Enikő      | Kamala anyja. |
| Yusuf Khan                      | Mohan Kapur             | Schnell Ádám    | Kamala apja. |
| Aamir Khan                      | Saagar Shaikh           | Stern Dániel    | Kamala bátyja. |
| Nick Fury                       | Samuel L. Jackson       | Barbinek Péter  | A S.H.I.E.L.D. egykori igazgatója, aki egy Skrull hajón dolgozik.                                                             |
| Maria Rambeau                   | Lashana Lynch           | Nádasi Veronika | Danvers egyik legrégebbi barátnője, a légierő pilótája, aki a „Photon” hívójelet használja. Monica anyja, aki meghalt rákban. |
| Maria Rambeau / Gemini          | Lashana Lynch           | Nádasi Veronika | Maria alternatív változata, aki az univerzumában szuperhős.                                                                   |
| Valkűr                          | Tessa Thompson          | Gubik Petra     | Kemény, keményen ivó, Új-asgardi király, a mitológiai lényen, Brünhilden alapul, aki egykor legendás valkűr harcos volt.      |
| Talia                           | Leila Farzad            | Ténai Petra     | A SABRE űrállomás munkásai.                                                                                                   |
| Dag                             | Abraham Popoola         | Olt Tamás       | A SABRE űrállomás munkásai.                                                                                                   |
| Ty-Rone                         | Daniel Ings             | Király Dániel   | Kree tudós. |
| Kate Bishop / Sólyomszem        | Hailee Steinfeld        | Csuha Bori      | 22 éves Sólyomszem rajongó, akit Clint Barton képzett ki.                                                                     |
| Dr. Henry ’Hank’ McCoy / Bestia | Kelsey Grammer          | Csankó Zoltán   | Szupererővel, mozgékonysággal, reflexekkel és fokozott sebességgel rendelkező mutáns.                                         |
| Goose                           | különböző macskák       | Nem beszél      | Carol flerkeni macskája. |
| Lucky, a pizza kutya            | Jolt a Golden retriever | Nem beszél      | Kate örökbefogadott kutyája                                                                                                   |

### Magyar változat
- Magyar szöveg: Gáspár Bence
- Dalszöveg: Nádasi Veronika
- Zenei rendező: Molnár Gábor
- Szakértő: Aradi Gergely
- Felvevő hangmérnök: Jacsó Bence
- Vágó: Kajdácsi Brigitta
- Gyártásvezető: Kincses Tamás
- Szinkronrendező: Tabák Kata
- Produkciós vezető: Hagen Péter

A szinkront a Disney Character Voices International megbízásából a Mafilm Audio Kft. készítette el.

## A film készítése
A Marvel Kapitány című film megjelenése előtt Brie Larson kifejezte érdeklődését egy lehetséges folytatás iránt, amelyben Kamala Khan / Ms. Marvel karaktere is szerepelne. Kevin Feige korábban azt mondta, hogy tervben van Khan bevezetése a Marvel-moziuniverzum (MCU), de csak a Marvel Kapitány megjelenése után, mivel Khant Carol Danvers / Marvel Kapitány ihlette. Iman Vellani később megkapta Khan szerepét a Disney+ Ms. Marvel című sorozatában. Lashana Lynch kifejezte érdeklődését, hogy újra eljátszaná Maria Rambeau szerepét. A 2019-es San Diego-i Comic-Conon Feige megerősítette a Marvel Kapitány folytatását. 2020-ban megerősítették, hogy Larson visszatér Danvers szerepében. 2020 augusztusában Nia DaCostat szerződtették a film rendezésére. A stúdió Olivia Wilde-ot és Jamie Babbitot is fontolgatta a film rendezőjeként. Kiderült, hogy Vellani újra eljátssza Khan szerepét, Teyonah Parris pedig Monica Rambeau karakterét.

### Forgatás
A forgatás 2021. augusztus 10-én kezdődött meg a buckinghamshire-i Pinewood stúdióban. A forgatás augusztus 27-től az olaszországi Tropeaban zajlott, többek között a Tirrén-tenger partján. Szeptember 3-án Park Los Angelesbe utazott, hogy megkezdje a forgatást. Park két hónapig forgatta a jeleneteit, november 2-án fejezte be a forgatásokat Angliában.

## Visszhang
A film jelentős negatív kritikákat kapott, ezekben elsősorban a cselekmény komolytalan, kidolgozatlan, néhol kínos jellegét, illetve a jellegtelen és jelentéktelen antagonistát rótták fel a film gyengeségeinek.

## Bevételek
A film fanyalgó kritikáihoz jelentős pénzügyi kudarc társult, amivel az MCU addigi legnagyobb anyagi bukását hozta össze: a 220 milliós költségekhez képest csupán 197 millió dollár bevételt sikerült elérnie 2023 decemberéig, ami után a Marvel közölte, hogy a továbbiakban nem közölnek a filmről több bevételi adatot. 2024 januárjára kiderült, hogy moziforgalmazásban összesen nem egész 206 milliót keresett, mellyel továbbra is a legveszteségesebb MCU-film.